# Heeren-Werve

Gemeindewappen Heeren-Werve bis 1967

Heeren-Werve ist eine ehemalige Gemeinde im Kreis Unna und seit dem 1. Januar 1968 ein Stadtteil von Kamen im östlichen Ruhrgebiet. Der Stadtteil hatte im Dezember 2023 8.225 Einwohner.

## Geografie
Heeren-Werve liegt im südlichen Bereich der Naturlandschaft Westfälische Bucht inmitten der fruchtbaren Hellwegbörden. Der Höhenzug Haarstrang fällt nach Norden hin ab und erreicht bei Heeren-Werve eine Höhe von 18 m NHN. Der geologische Aufbau besteht hier aus wasserstauenden Kreideschichten, aus denen häufig salzhaltiges Wasser hervor tritt (Saline Königsborn, Rollmansbrunnen). Als Teil der Hellweg-Börde hat Heeren-Werve fruchtbaren Lößboden mit guten Erträgen. Bedeutend für Heeren-Werve ist das Naturschutzgebiet Heerener Holz. Neben einer überragenden Naturschutzfunktion kommt diesem 65 ha großen Waldgebiet auch eine hohe Bedeutung für den Klima- und Immissionsschutz zu. Die Seseke, ein Nebenfluss der Lippe, und der Mühlenbach durchfließen das Gemeindegebiet. Früher waren beide Bäche mit Betonschalen ausgelegte Kanäle, die das Industriewasser abführten. Durch einen ökologischen Umbau haben beide Bäche einen Teil ihrer naturnahen Gestalt zurückbekommen. Der Mühlenbach ist der Grenzbach zwischen den Ortsteilen Heeren und Werve. Von Heeren-Werve aus erreicht man in kurzer Zeit die Anschlussstellen der Autobahnen A 1 und A 2.

## Geschichte

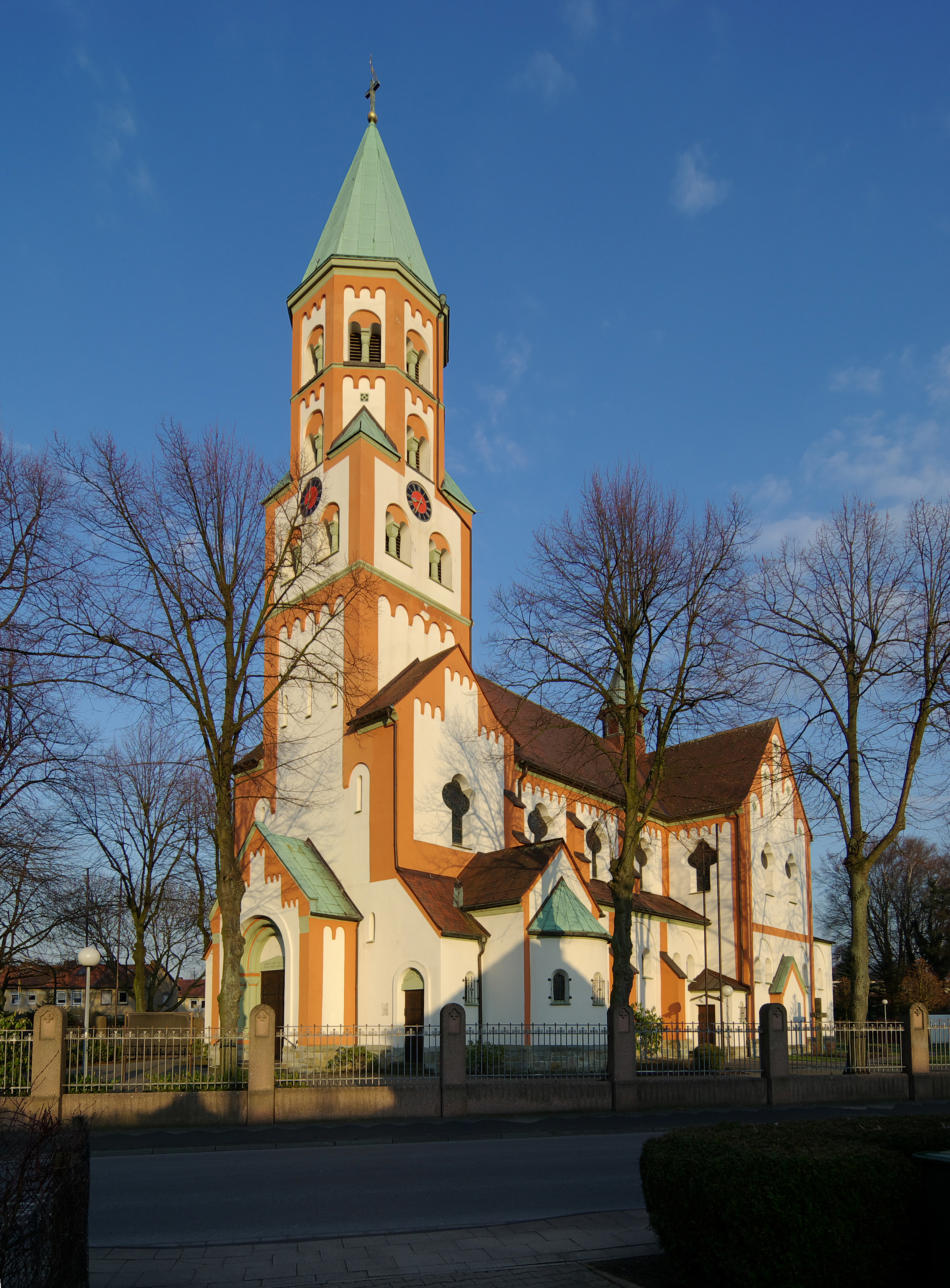
Katholische Kirche Herz Jesu in Heeren

### Erste Ansiedlungen
Die ersten Hinweise auf die Besiedlung des Raumes Heeren-Werve geben die Funde vom „Turmacker“, am nördlichen Rand des Heerener Holzes. Obwohl wissenschaftlich noch nicht erforscht, weisen zahlreiche Lesefunde auf eine germanische Siedlung aus der Römischen Kaiserzeit (1. bis 4. Jahrhundert) hin. Schriftliche Quellen tauchen im 10. Jahrhundert im Heberegister der Abtei Werden auf. Hier werden die Namen des Dorfes Werve und die der Bauern Iring und Wiking genannt. Eine Urkunde aus dem Jahr 1300 belegt die Existenz einer Kirchengemeinde (Perochia Herne). Heeren und Werve entwickelten sich zu typischen Hellweg-Bauerndörfern mit rein landwirtschaftlichem Charakter und etwa 850 Einwohnern. Bis zur Ansiedlung der Steinkohlenzeche waren hier Bauern, Kötter, Brinksitzer, kleine Handwerker und besitzlose Einlieger ansässig.

### Die Adelsfamilien

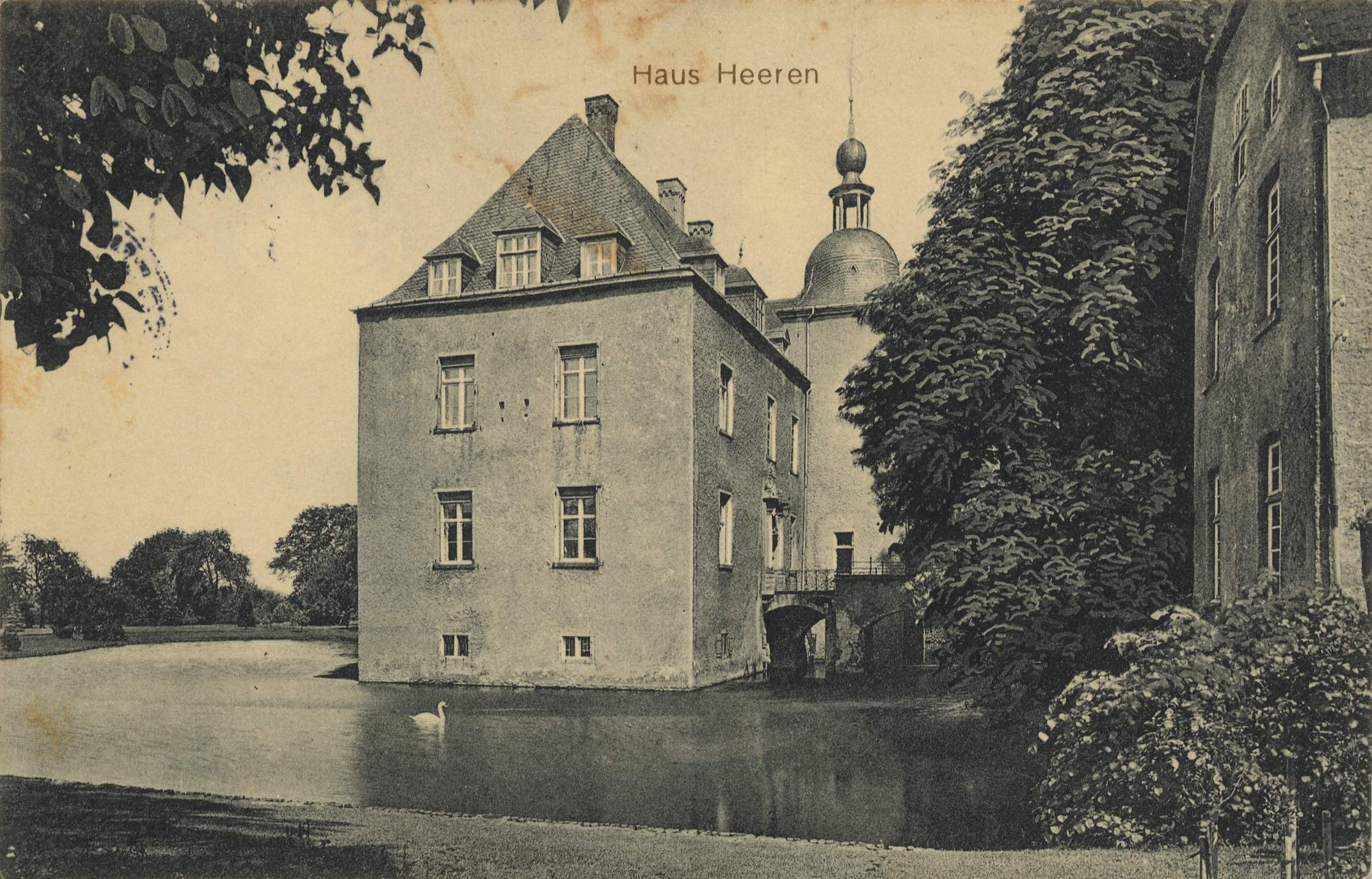
Historische Ansicht von Haus Heeren (Zeno Ansichtskarte)

In Werve lebte das Adelsgeschlecht von Werve, in Heeren das von Herne (Heeren). Letzteres wird erstmals im Jahr 1173 urkundlich erwähnt. Dieses Geschlecht saß auf der Wasserburg Heeren, die im heutigen Schlosspark lag. Nach dieser Familie folgten die Adelsgeschlechter von Dobbe und von der Recke. Aus dieser Familie stammte der Fürstbischof von Dorpat (Livland), Jobst von der Recke-Heeren.
Die Erbtochter Katharina von der Recke ließ 1606 das heutige Wasserschloss Haus Heeren errichten. Unter der Familie von Hüchtenbrock wurde Heeren-Werve ein eigenständiges Gericht, das im Siegel ein Einhorn führte. Durch eine Erbtochter kam der Besitz 1679 an Jobst Henrich von Plettenberg aus dem Hause Schwarzenberg. Er ließ die Vorburg des Hauses Heeren errichten und erwarb die Adelshäuser Haus Werve und Gut Hahnen. Mit diesem Grundbesitz, als Fideikommiss eingetragen, dem Kirchenpatronat, dem Gericht und dem Besitz an fast allen Höfen in Heeren-Werve hatte sich die Familie von Plettenberg eine mächtige Stellung in Heeren-Werve verschafft.
Durch die Erbtochter Bertha von Plettenberg gelangte der Besitz 1856 an die Familie von Bodelschwingh-Plettenberg (Dortmund). Die Erhebung des Friedrich von Bodelschwingh-Plettenberg in den Grafenstand im Jahr 1913 veränderte den Namen in von Plettenberg-Heeren. Die auf Haus Heeren lebenden Nachfahren tragen den Namen noch heute. Der Grafentitel ist erloschen. Er wurde durch Freiherr/Freifrau ersetzt.

### Die Zechengemeinde

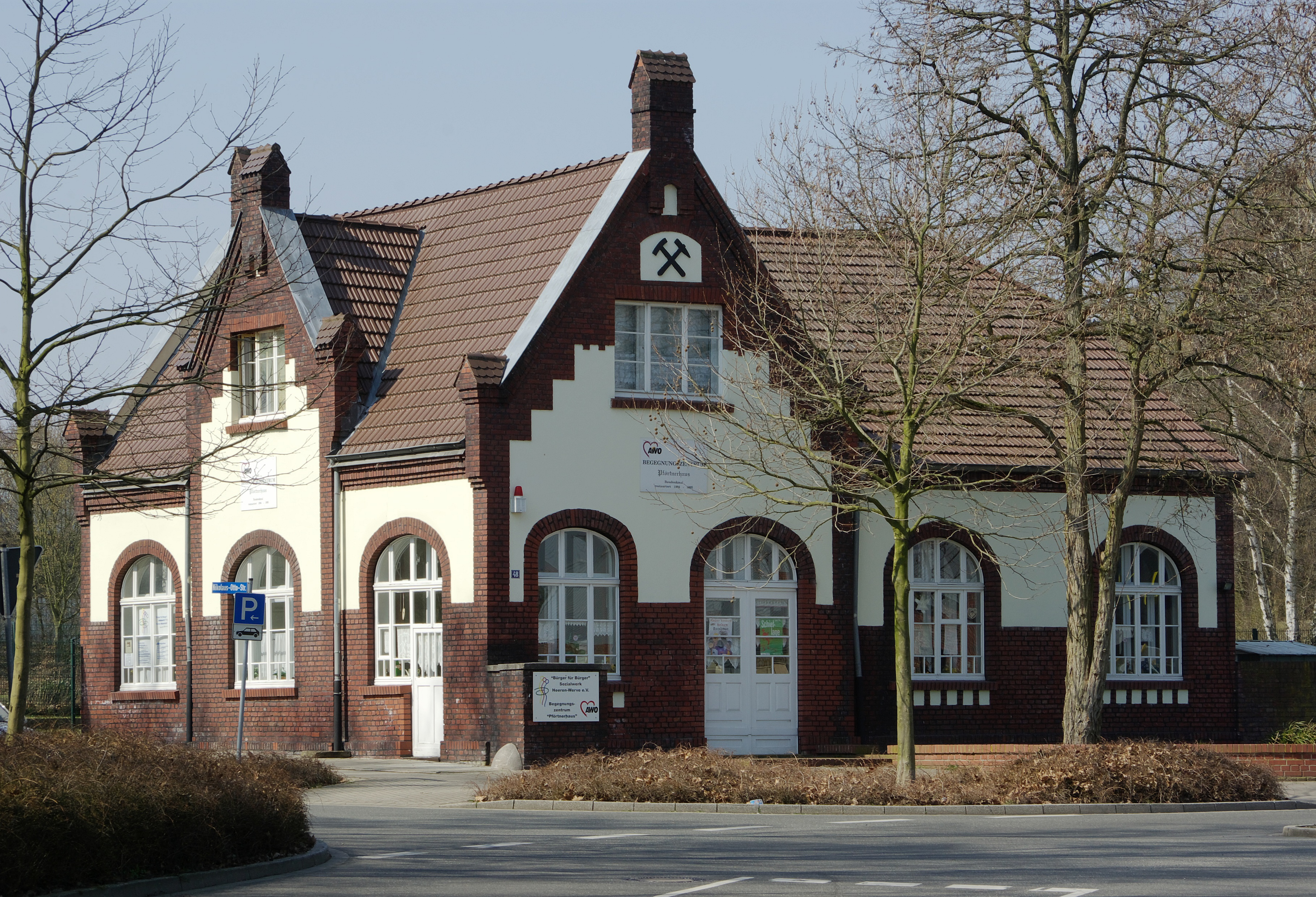
Pförtnerhaus der Zeche Königsborn in Heeren-Werve, Teil der Route der Industriekultur. Dies ist das einzige verbliebene Gebäude der Zeche Königsborn am Standort Heeren.

Die Ansiedlung der Zeche Königsborn 2/5 im Jahr 1887 löste in Heeren-Werve umwälzende Veränderungen des kommunalen Lebens aus. Es wurden große Arbeitersiedlungen errichtet. Der Zuzug von Arbeiterfamilien aus dem Osten ließ die Einwohnerzahl nach oben schnellen. Im Jahr 1910 vereinigten sich die beiden Gemeinden, die bis dahin selbständig waren, zur Gemeinde Heeren-Werve.
Nach dem Zweiten Weltkrieg setzte nochmals eine Zuwanderungswelle ein, insbesondere von Vertriebenen aus den schlesischen Kohlenrevieren. Es kamen Flüchtlinge und Bergleute mit ihren Familien. Durch den Bergarbeiter-Wohnungsbau wurde der notwendige Wohnraum geschaffen.

### Zugehörigkeit zu Kamen
Zum 1. Januar 1968 wurden durch § 5 des Gesetzes zur Neugliederung des Landkreises Unna die Gemeinde Heeren-Werve, die Stadt Kamen, die Gemeinden Methler, Südkamen, Rottum und Derne zur neuen Stadt Kamen zusammengeschlossen.

## Einwohnerentwicklung
| Jahr | Einwohner |
| ---- | --------- |
| 1849 | 0773      |
| 1931 | 4469      |
| 1956 | 8234      |
| 1961 | 9108      |
| 1967 | 9187      |
| 1987 | 8335      |
| 2013 | 8195      |

## Wahrzeichen
Wahrzeichen und Wappentier Heeren-Werves ist das Einhorn. Seinen Ursprung hat das Heeren-Werver Wappentier im Familienwappen der adeligen Familie vom Hüchtenbrock, die von 1620 bis 1680 auf Haus Heeren saß. Das selbstständige Gericht Heeren, das von 1646 bis 1809 existierte, führte im Gerichtssiegel ebenfalls das Einhorn. Die Deutsche Gemeindeordnung von 1935 verpflichtete die Gemeinden zur Führung eines Wappens, das auch im Gemeindesiegel erscheinen musste. 1938 verlieh der Oberpräsident der Provinz Westfalen der Gemeinde Heeren-Werve ein amtliches Gemeindewappen. Es zeigte im goldenen Feld ein nach rechts springendes schwarzes Einhorn.
Seit 1968 hat das Wappen seine amtliche Nutzung verloren. Eine Bronze-Skulptur des Einhorns, geschaffen von dem Künstler Reimund Kasper, ist im Ortsteil Werve in der Mitte des Kreisverkehres auf der Werver Mark aufgestellt. Die Heeren-Werver fühlen sich bis heute mit ihrem Wappentier verbunden. Viele Vereine und Verbände nutzen es auf Schriften und Werbemitteln, um ihre Zugehörigkeit zur Dorfgemeinschaft zu unterstreichen. Auch das Heerener Horn, das jährlich an verdiente Mitbürger verliehen wird, hat seinen Ursprung im Einhorn-Wappen.

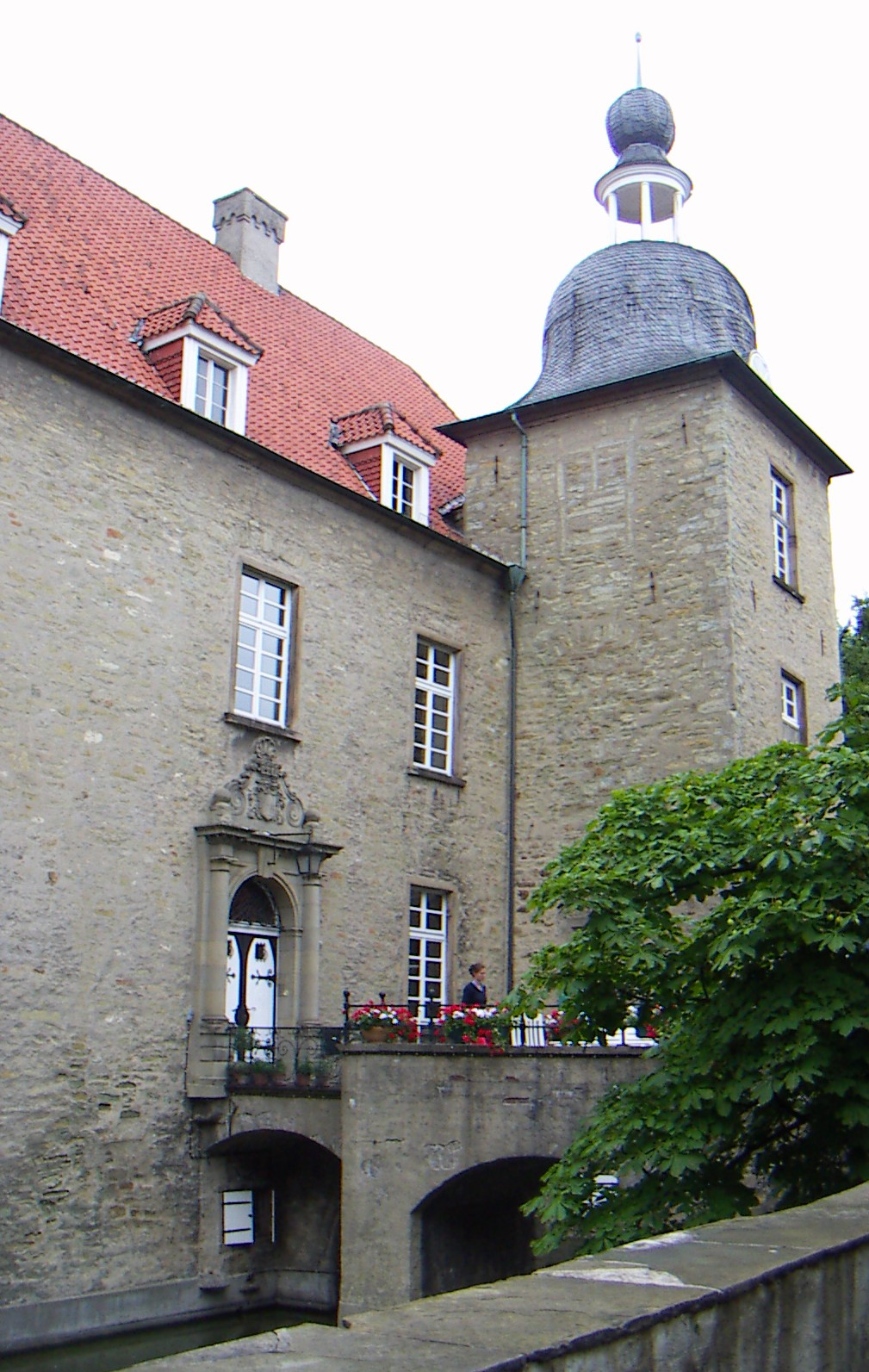
Der Eckturm von Haus Heeren

## Sehenswürdigkeiten
Die frühbarocke Wasserschloss-Anlage Haus Heeren ist einer der letzten Vertreter der früher zahlreichen adeligen Häuser im Kreis Unna. Sie ist seit der Erbauung im Jahr 1606 im Eigentum der Familie von Plettenberg-Heeren. Die Anlage besteht aus dem Haupthaus, der Vorburg und dem Park, in dem das Familienbegräbnis liegt. In der Vorburg liegt das Bauhaus mit Räumlichkeiten, in denen Trauungen, Tagungen und andere Festlichkeiten stattfinden können.
Die evangelische Pfarrkirche Heeren wurde um 1300 im spätgotischen Stil errichtet. Im Baukern ist dieser mittelalterliche Teil noch heute vorhanden. Im Jahr 1511 wurde die Kirche nach Westen hin um ein Joch und einen Turm verlängert. Die heutige Form erhielt die Kirche durch zwei Ausbaumaßnahmen in den Jahren 1898 und 1910. Angebaut wurden die zwei Seitenschiffe, eine Sakristei, eine Verlängerung nach Westen und ein neuer Turm.
Die Katholische Herz-Jesu-Kirche ist eine neoromanische Basilika, die 1911 fertiggestellt wurde. Die Außenansicht besticht durch ihre lebendige Farbgebung in Rostrot und Kremser-Weiß. Die Innengestaltung wird bestimmt durch die im Jahr 1932 ausgeführte Bemalung im Art-déco-Stil durch den Kirchenmaler Eduard Goldkuhle aus Dortmund.

## Verkehr
Der Bahnhof Heeren lag an der Bahnstrecke Unna–Kamen, die im Abschnitt Unna-Königsborn – Kamen inzwischen stillgelegt ist.

## Persönlichkeiten
- Gustav von Bonin (* 23. November 1797; † 2. Dezember 1878), Politiker
- Adolf von Bonin (* 11. November 1803; † 16. April 1872), preußischer General der Infanterie
- Wilhelm Middelschulte (* 3. April 1863 in Werve; † 4. Mai 1943 in Dortmund), deutsch-amerikanischer Organist und Komponist
- Hubert Biernat (* 11. Juni 1907 in Heeren-Werve; † 30. Oktober 1967 in Unna), Politiker, 1956–1958 Innenminister in Nordrhein-Westfalen
- Anton Graf Schwerin von Krosigk (* 21. Juni 1925; † zwischen 18. Juli und 5. August 2022 bei Leezen (Holstein)), Verwaltungsjurist und Politiker
- Max von der Grün (* 25. Mai 1926 in Bayreuth; † 7. April 2005 in Dortmund), Schriftsteller, ab 1951 Bergmann in Heeren-Werve
- Gerd Puls (* 5. Januar 1949 in Heeren), Schriftsteller, Maler und Grafiker
- Anna von Münchhausen (* 15. Mai 1953 auf Haus Heeren), Journalistin und Autorin
- Sabine Heinrich (* 27. Dezember 1976 in Unna), Hörfunk- sowie Fernsehmoderatorin, Autorin
- Sven Kroll (* 14. Dezember 1983 in Ahlen), Fernsehmoderator und Journalist
- Luc Redlin (*  16. Januar 2007 in Unna), Jugendbundesliga-Handballer und Spieler Jugendnationalmannschaft